# 킬러스 (2010년 영화)
《킬러스》(영어: Killers)는 2010년 공개된 미국의 액션 코미디 영화이다.

## 줄거리
남자친구와 헤어지고 코트다쥐르로 부모님과 여행을 온 젠은 니스에서 스펜서를 만나 사랑에 빠진다. 사실 전문 암살자인 스펜서는 청부 살인업을 그만두고 젠과 결혼해 안정된 가정 생활을 꾸린다. 
3년 뒤 스펜서의 목에 2천만 달러 현상금이 걸린다. 현재 스펜서의 주변 삶에 존재하는 모든 인물들이 그간 정체를 숨겨온 전문 암살자일 가능성을 품고 있다. 

## 출연
- 애슈턴 쿠처 - 스펜서 에임스 역
- 캐서린 하이글 - 젠 콘펠트 역
- 톰 셀릭 - 콘펠트 씨 역
- 캐서린 오하라 - 콘펠트 부인 역
- 캐서린 위닉 - 비비언, 스펜서의 비서 역
- 케빈 서스먼 - 맥 베일리, 이웃 역
- 리사 앤 월터 - 올리비아 브룩스, 스펜서의 직장 동료 역
- 케이시 윌슨 - 크리스틴, 젠의 절친 역
- 롭 리글 - 헨리, 스펜서의 절친 역
- 마틴 멀 - 홀브룩, 스펜서의 상사 역
- 앨릭스 보스틴 - 릴리 베일리 역
- 래리 조 캠벨 - 피트 데넘 역
- 어셔 - 케빈 역
- 메리 버드송 - 재키 볼레로 역
- 릭 라이츠 - 더기 볼레로 역
- 러토이아 러킷 - 어맨다 역
- 에리얼 윈터 - 세이디 역
- 존 앳우드 - 돈 누트바 역

- 마이클 대니얼 캐시디 - 마일로 역
- 브루스 테일러 - 스태퍼드 씨 역
- 셔란 C. 맨스필드 - 밀드러드 역
- 장샤를 퐁티 - 장 폴 역
- 나자레트 아고피앙 - 자스파르 르브노 역
- 블랑딘 뷔리 - 르브노의 정부 역
- 애나 콜웰 - 예쁜 여자 역
- 마리안 가벨로 - 클럽 여자 역
- 린 맥아더 - 이웃 / 파티 손님 역
- 맷 머피 - 유럽 모델 역
- 아들린 고르고스 - 아름다운 금발 역
- 윈스턴 스토리

## 기타 제작진
- 공동 제작: 캐린 머피, 다니엘 톰
- 배역: 데버라 어퀼라, 제니퍼 L. 스미스, 메리 트리샤 우드
- 미술: 미시 스튜어트
- 세트: 미셸 롤랑
- 의상: 조애나 아갠
- 시각 효과: 대니 김

## 수상
- 2011년 제31회 골든 라즈베리 시상식 수상 최악의 남우주연상 - 애슈턴 쿠처